# 黄鹭塘
黄鹭塘（？—？）籍贯不详，广州成药业商人，广州商团第二任团长。

## 生平
黄鹭塘在广州从事成药业生意，开有桨栏街黄祥华号。
1916年，广州商团第一任团长岑伯著在海珠事变中死亡。黄鹭塘随后接任广州商团团长。据陈廉伯称，在黄鹭塘任团长期间，广州商团退伍者很多，到陈廉伯接手时只剩下两三百人。1919年3月，陈廉伯当选为广州商团团长。
1920年春，广东公医医学专门学校及其附设公医院召开董事大会，决定修改董事局规程，设七名主任董事，推定黄砥江、李煜堂、谭礼庭、梅普之、黄鹭塘、黄季明、江孔殷充任主任董事。 
1921年初，广州总商会选举陈廉伯、黄鹭塘为正、副会长。